# عبدالرحمان اخضری
عبدالرحمان اخضری (۱۵۱۲م - ۱۵۶۴م) (نسب: عبدالرحمان بن محمد بن عامر) ادیب و منطق‌دان مغربی (الجزایری) در نیمهٔ نخست سدهٔ دهم هجری بود.

## آثار
- «الجوهر المکنون فی صدق ثلاثة فنون»: دربارهٔ سه هنر ادبی بیان، معانی و بدیع
- شرح الجوهر
- السُلِّم المرونق: در علم منطق
- الدرة البیضاء: منظومه‌ای شعر در علم فرائض و حساب
- السراج: در علم فلک، به نظم.
- المنظومة القدسیة